# Monument funéraire de Jean-François Melchior
Le monument funéraire de Jean-François Melchior est un monument historique situé à Oberschaeffolsheim, dans le département français du Bas-Rhin.

## Localisation
Ce bâtiment est situé au 18, rue de la Mairie à Oberschaeffolsheim.

## Historique
L'édifice fait l'objet d'une inscription au titre des monuments historiques depuis 1934.